# 만주국 협화회
만주국협화회(滿洲國協和會)는 만주국에서 결성되었던 주민 조직이다. 만주제국협화회, 만주협화회, 또는 줄여서 협화회로도 불린다.

## 결성 및 성격

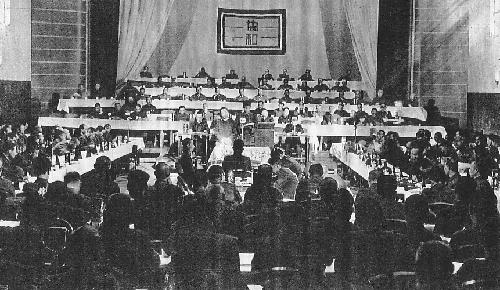
만주국협화회 연합협의회

만주사변 후 결성된 자치지도부가 연원이다. 1932년 7월 25일에 만주국 국무원 회의실에서 결성식을 갖고 출범하였다. 만주국 전역의 전 주민을 통솔하는 전인종적 기구였다. 만주국협화회라는 명칭은 일본 제국의 협화회와 구분하기 위한 것이다.
만주국의 건국 정신을 실천할 전만주의 유일한 사상적, 교화적, 정치적 실천단체로서, 관동군의 지도와 구상에 의해 설치되었다. 이 단체의 강령은 다음과 같다.
1. 건국정신의 현양
2. 민족협화의 실현
3. 국민생활 향상
4. 선덕달정(宣德達情)의 철저
5. 국민동원 완성

만주국협화회는 만주국에서 유일하게 공인된 정치 조직체였으나, 정당은 아니었다.

## 조직

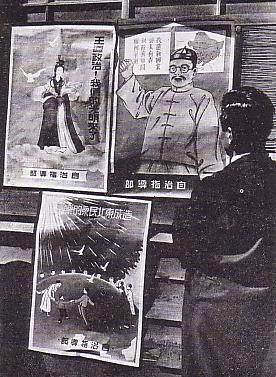
자치지도부의 선전 포스터

본부기구는 만주국 황제인 푸이가 명예회장을 맡았고, 관동군 사령관이 명예고문을, 만주국 총리가 회장을 맡는 등 관제 조직으로서의 성격이 뚜렷했다. 본부이사 가운데 조선인으로는 관동군 장교인 윤상필이 포함되었다. 이밖에 최남선, 이범익, 이선근 등이 이 단체에 깊이 관여했으며, 박팔양도 중앙본부에서 재직하였다.
만주국협화회는 정부 조직에 대응하도록 중앙기구와 지방조직을 갖추었다. 의결기관인 지역 별로 연합협의회가 설치되었고, 최고 의결기관은 중앙연합협의회로서 국회와 같은 역할을 맡았다.

## 활동
만주국협화회는 밀정 조직인 간도협조회를 흡수하여 항일 세력에 대한 귀순 공작 및 밀정 활동을 관장했다. 또한, 보갑제를 실시하여 전체 주민을 조직으로 묶어서, 치안에 대한 연대책임을 지웠다. 이로 인해 가족이나 이웃 사이에 고발이 횡행하게 되었다.
집단부락 건설도 주요 활동 중 하나였다. 오지의 작은 마을이나 단독 가옥을 철거시키고 주민들은 평야 지대로 강제 이주시켜 감시가 용이한 집단부락으로 재편성하는 사업이었다.
만주국협화회의 성립과 활동으로 인해 만주 지역의 항일 활동은 크게 위축되는 결과를 낳았다.

## 같이 보기
- 관동군
- 오족공화
- 후구계획
- 육족공화(六族共和) - 오족공화 + 유태인

## 참고자료
- 임종국 (1991년 2월 1일). 〈만주의 친일단체와 인맥〉. 《실록 친일파》. 서울: 돌베개. ISBN 8971990368.